# Woleu
Le département du Woleu est l'un des cinq départements de la province du Woleu-Ntem, dans le nord du Gabon.
Il tire son nom du fleuve Woleu qui le traverse avant de suivre son cours sous le nom de Mbini, en Guinée équatoriale, à l'ouest de ce département.
Son chef-lieu est Oyem, sa principale agglomération qui est aussi la capitale provinciale.